# Panmure House
Panmure House war ein Landhaus östlich des Dorfes Monikie, etwa 6,5 km nördlich von Carnoustie in der schottischen Council Area Angus. Es war Sitz der Earls of Panmure. Das Haus aus dem 17. Jahrhundert wurde im 19. Jahrhundert umgebaut, aber 1955 abgerissen.

## Geschichte
Das Anwesen Panmure erbte die Familie Maule 1224 und die Überreste von Panmure Castle liegen heute noch in der Nähe des Ortes, an dem das Landhaus stand.
Panmure House entstand nach Plänen des königlichen Baumeisters John Mylne (1611–1667). Allerdings starb dieser, bevor das Haus fertiggestellt war. Sein Auftraggeber war George Maule, 2. Earl of Panmure, (1619–1671). Nach Mylnes Tod führte Alexander Nisbet, ein Baumeister aus Edinburgh, die Arbeiten an dem Haus fort; die Innenausstattung stammte von James Bain, dem Möbelschreiner des Königs. Früher wurde der Entwurf des Hauses manchmal William Bruce zugeschrieben und er beriet auch den Earl nach Mylnes Tod, er entwarf selbst aber nur die Tore und Torsäulen des Anwesens. Nach dem Tod des 3. Earls ließ dessen Sohn, James Maule, 4. Earl of Panmure, die Flügel anbauen.
1715 hatte der 4. Earl durch seine Teilnahme am Jakobitenaufstand seinen Titel und seine Besitzungen verwirkt, aber Panmure House fiel an seine Verwandten, die Earls of Dalhousie. 1852–1855 wurde das Haus auf Veranlassung von Fox Maule-Ramsay, 11. Earl of Dalhousie, vom Architekten David Bryce im Scottish Baronial Style erweitert und umgebaut.
In „einem der größten Akte amtlich sanktionierten Vandalismus dieser Art in Schottland“ wurde Panmure House im Dezember 1955 abgerissen.
Der Panmure Testimonial, ein 32 Meter hohes Denkmal, das von John Henderson entworfen und 1839 für William Maule, 1. Baron Panmure, errichtet worden war, steht noch heute auf dem Anwesen und ist bei Historic Scotland als historisches Bauwerk der Kategorie B gelistet. Ebenso sind die Stallungen des Landhauses noch erhalten. Die Gedenksäule von Panmure House ist ebenso wie westliche Torzufahrt als Denkmal der höchsten Kategorie A klassifiziert.

## Sonstiges
Der Schauspieler Alan Cumming wuchs auf dem Anwesen Panmure auf, wo sein Vater Oberförster war.